# Barentsia gracilis
Barentsia gracilis är en bägardjursart som först beskrevs av Michael Sars 1835.  Barentsia gracilis ingår i släktet Barentsia och familjen Barentsiidae. Arten är reproducerande i Sverige. Inga underarter finns listade i Catalogue of Life.